# Columnea cobana
Columnea cobana är en tvåhjärtbladig växtart som beskrevs av John Donnell Smith. Columnea cobana ingår i släktet Columnea och familjen Gesneriaceae. Inga underarter finns listade i Catalogue of Life.